# Kaliningrader Seeschifffahrtskanal

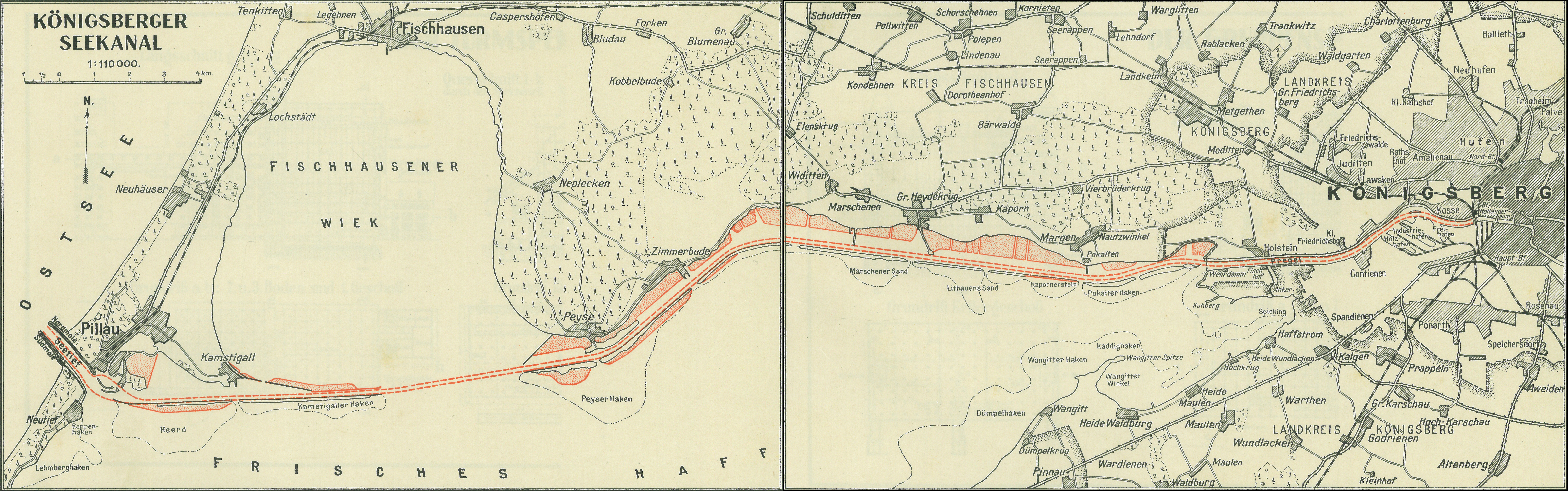
Königsberger Seekanal (1927)

Der Kaliningrader Seeschifffahrtskanal (russisch Калининградский морской судоходный канал/Kaliningradski morskoi sudochodny kanal), angelegt 1901 als Königsberger Seekanal, ist ein 43 km langer Kanal zwischen dem Seehafen Kaliningrad (bis 1946 Königsberg) und der Ostsee bei Baltijsk (bis 1946 Pillau).

## Verlauf und Allgemeines
Der Kanal beginnt bei den Molen an der Hafeneinfahrt nach Baltijsk (Pillau) und verläuft durch das Pillauer Tief, entlang der nördlichen Küste des Frischen Haffs in östlicher bis nordöstlicher Richtung.
Er kreuzt die Fischhausener oder Schöne Wiek (Primorsker Bucht) und führt vorbei an den Hafenanlagen von Swetly, dem ehemaligen Fischerdorf Zimmerbude, bis zur Mündung des Pregel. Die Länge dieses Abschnitts beträgt 34 km; es folgen 9 km bis zum Königsberger Hafen, auf denen der Pregel kanalisiert ist. Die nutzbare Breite des Kanals beträgt 50 bis 80 m, die Tiefe 9–10,5 m.
Auf dem größten Teil seines Verlaufes durch das Frische Haff – mit Ausnahme des etwa 5 km langen Abschnittes durch die Fischhausener Wiek – ist der Kanal auf der Haffseite durch einen Damm vor dem Zuschwemmen der Fahrrinne geschützt. Der Damm wurde aus zwei Reihen eingeschlagener Rundpfähle mit einer Schüttung aus Steinblöcken errichtet und seine Festigkeit durch aus dem Kanal ausgehobenes Baggergut erhöht. Der Damm wurde mit Weiden und Erlen bepflanzt. Die Ansammlungen wuchsen an zu größeren Landgebieten, den sog. Haken: Pokaiter Haken, Kapornerstein, Lithauens Sand, Marschener Sand, PeyserHaken, Kamstigaller Haken und Heerd. So konnte verhindert werden, dass der Kanal ständig mit neuem Schlamm gefüllt wurde. Der Damm hat acht Öffnungen, um beispielsweise Fischereifahrzeugen von den Häfen des nördlichen Ufers aus das schnelle Erreichen des offenen Haffs zu ermöglichen. Durch natürliche Sandablagerungen hat sich der Damm bis mittlerweile abschnittsweise auf bis zu 200 m, südwestlich von Swetly auf maximal 500 m verbreitert.
Der Kanal kann heute von Schiffen bis maximal 170 m Länge und 8,0 m Tiefgang auf seiner gesamten Länge bis Kaliningrad befahren werden. Auf 22,6 km bis zu den Hafenanlagen von Swetly mit einem Ölterminal von Lukoil beträgt die maximale Länge 200 m und der Tiefgang 9,4 m, was die Einfahrt von Tankern bis zu 20.000 BRT ermöglicht.
Der Kanal ist ganzjährig befahrbar. In der Regel zwischen Januar und Ende März kann er von einer dünnen Eisschicht bedeckt sein; gegebenenfalls wird er von Eisbrechern frei gehalten.
Von Baltijsk verkehrt eine Autofähre auf die Frische Nehrung (Weichselnehrung, Baltische Nehrung, Baltijsker Nehrung) mit dem Baltijsker Ortsteil Kossa (Neutief).
An der Nordseite der Kanaleinfahrt in Baltijsk steht im Komplex „Elisabeth Fort“ ein Reiterstandbild der Zarin Elisabeth (1709–1762).  Die Anlage wurde im September 2003 eröffnet, um an die historischen Siege der russischen Armee und Marine im Siebenjährigen Krieg zu erinnern, als Ostpreußen während ihrer Regierungszeit für mehrere Jahre zu einer russischen Provinz wurde. In diesen Jahren waren Regimenter der russischen Armee in der Zitadelle von Pillau stationiert und Schiffe der Ostseeflotte lagen im Festungskanal. 

## Geschichte
Wegen der geringen Wassertiefe des Frischen Haffs hatten von alters her Schiffe, die zu den Seehäfen Königsberg oder Elbing wollten, Teile ihrer Ladung in Pillau an Bordings abgeben müssen, bis sie einen Tiefgang von höchstens 4 m aufwiesen. Als zum Ende des 19. Jahrhunderts die Seeschiffe immer größer wurden, verlor der Hafen von Königsberg daher an Bedeutung gegenüber den anderen Ostseehäfen. Das Leichtern in Pillau verteuerte die Transportkosten. Anderseits war ein Vertiefen der Fahrrinne durch den Schlick und Sand des offenen Frischen Haffs praktisch nicht möglich. Deshalb wurde zwischen 1890 und 1901 der Königsberger Seekanal mit einer Fahrrinnentiefe von durchschnittlich 6,7 m und einer Breite bis zu 30 m gebaut. An drei Stellen des Kanals wurden Ausweichstellen von bis zu 60 m Breite für größere Seeschiffe vorgesehen. Der Kanal wurde am 15. November 1901 feierlich eröffnet. Gegenüber den 7,3 Millionen Goldmark gemäß Projekt hatte der Bau des Kanals 12,3 Millionen Mark gekostet. Verschiedene Nachbesserungsarbeiten am fertiggestellten Kanal dauerten bis 1912 an.

### Modernisierung
Neue Bedeutung gewann der Kanal nach dem Ersten Weltkrieg. Der Friedensvertrag von Versailles trennte Ostpreußen vom Reich. Gebaut wurden deshalb in den 1920er-Jahren die neuen Hafenanlagen für die „Insel Ostpreußen“. Dementsprechend wurde der Seekanal ab 1924 verbreitert und die Fahrrinne auf 8,5 m vertieft. Die Ende 1929 fertiggestellte Befeuerung ermöglichte Nachtfahrten und damit eine Verkehrssteigerung. Der enge Pregelknick bei Kosse (Königsberg) wurde durch den Cosser Durchstich beseitigt. Das Gelände stellte die Stadt Königsberg zur Verfügung. Ausgebaggert wurde eine Sohlenbreite von 70 m bei 8 m Tiefe. Die gewonnenen Bodenmengen wurden am Südufer des Samlands, am Haffufer des Kanaldamms und auf niedrig gelegenen Wiesen am unteren Pregel aufgespült und durch Packwerk vor Abspülung gesichert. Auf diese Weise wurde neues fruchtbares Land geschaffen und ausgedehntes Gelände hochwasserfrei gemacht. Zum offenen Haff hin schützte ein Damm vor dem Zuschwemmen des Fahrwassers. Am 29. Juli 1921 ging die Verwaltungszuständigkeit für die Wasserstraßen des Deutschen Reiches von den Ländern auf das Reich über; auch der Königsberger Seekanal wurde damit „Reichswasserstraße“. Die lokale für Unterhaltung und Ausbau zuständige Behörde bis 1945 war das Wasserstraßenamt Pillau der Wasserstraßendirektion Königsberg, bei der je nach Saison 200 bis 400 Mitarbeiter angestellt waren. In dieser Zeit wurde erstmals der Zweirichtungsbetrieb auch für größere Schiffe unter Nutzung von sechs Ausweichstellen organisiert. Bemerkenswert ist der Einsatz des sowjetischen Eisbrechers Jermak im harten Winter 1928/29 mit Temperaturen unter −40 ° C auf dem gewöhnlich nur leicht zufrierenden Kanal. 

### Nachkriegszeit
Nach dem Anschluss des nördlichen Ostpreußen an die Sowjetunion 1945 wurde der Kanal weiter betrieben und ausgebaut. Der Königsberger Hafen nahm am 20. Juni 1945 seinen Betrieb wieder auf. Nach der Umbenennung von Königsberg in Kaliningrad 1946 wurde der Königsberger Seekanal gleichzeitig mit der offiziellen Umbenennung des Frischen Haffs in „Kaliningrader Bucht“ 1947 in „Kaliningrader Seekanal“ umbenannt.
1947 wurden im Zusammenhang mit der andauernden Bergung während des Zweiten Weltkriegs versenkter Schiffe erstmals wieder Kanalvertiefungsarbeiten durchgeführt. Bis 1975 wurden 65 Millionen Rubel, entsprechend 13,7 % der Betriebskosten des Kaliningrader Hafens, für die Unterhaltung und Erweiterung des Kanals ausgegeben. Ein neues Projekt zur Rekonstruktion des Kanals startete mit einer Anordnung des Ministerrats der UdSSR vom 3. September 1979. Bis 1986 wurden 16,4 Millionen Rubel investiert (nach damaligen Preisen etwa 50 Millionen Deutsche Mark). 1986 endete die Finanzierung vorzeitig mit der beginnenden Wirtschaftskrise in den letzten Jahren des Bestehens der Sowjetunion; die projektierte Rekonstruktion des Kanals wurde nicht vollendet.
Der Kaliningrader Seeschifffahrtskanal war anfangs der Hauptseewegsverwaltung des Handelsflottenministeriums der UdSSR unterstellt. 1953 ging er an die Regionalverwaltung Kaunas der Wasserstraßenhauptverwaltung über, 1955 an die Baltische Seewegsverwaltung Riga. Seit 1961 ist er dem Kaliningrader Seehafen unterstellt. 
Bis in die 1990er Jahre konnte der Kanal nicht von ausländischen Schiffen befahren werden, da sich in Baltijsk das Hauptquartier der Baltischen Flotte der Sowjetischen Marine befand und die gesamte Oblast Kaliningrad für Ausländer wegen der großen Zahl militärischer Sperrgebiete unzugänglich war.

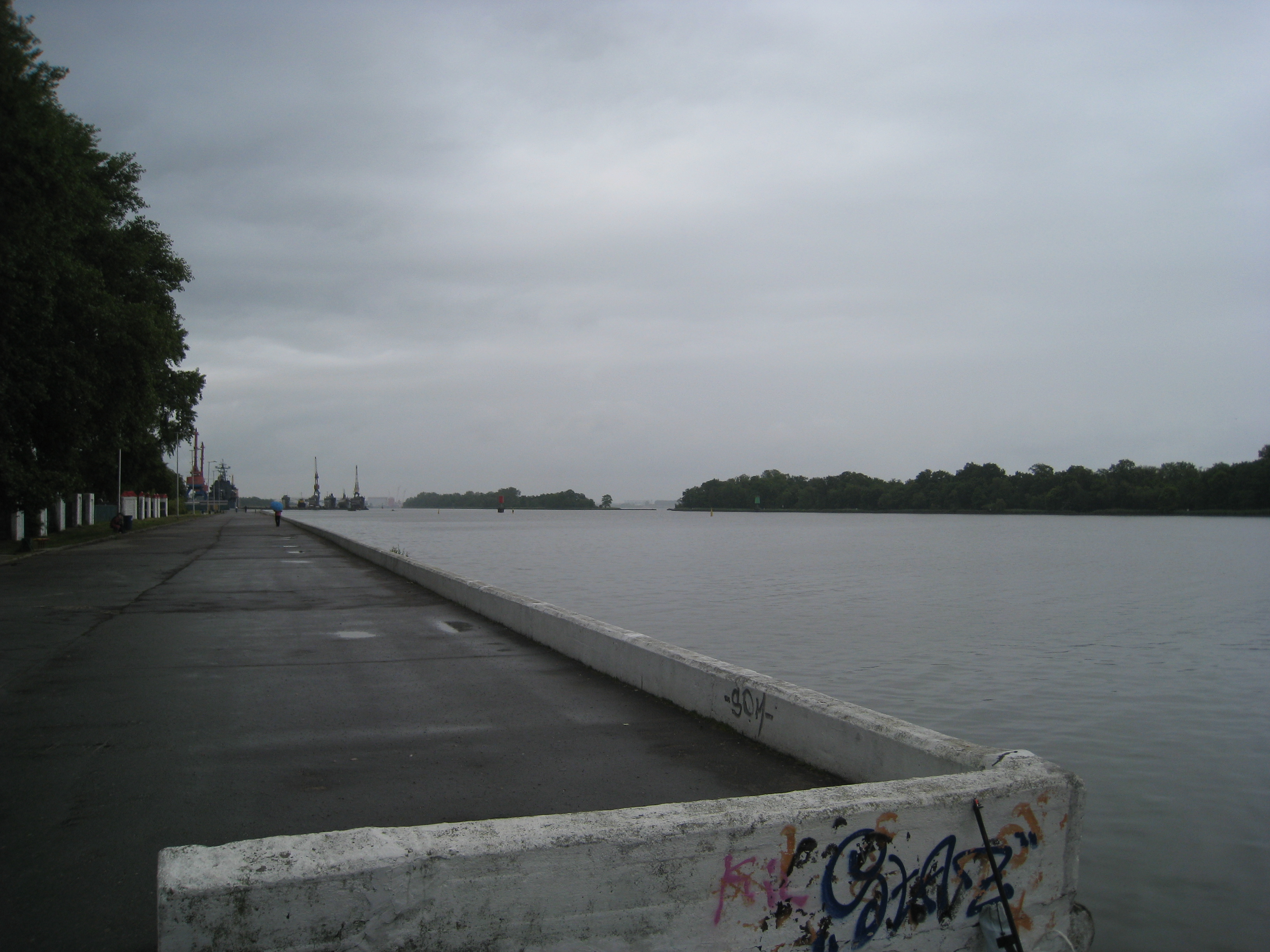
Seekanal in Swetly (Kaliningrad)

In den 1990er bis 2000er Jahren wurde der Kanal weiter vertieft, insbesondere um die Zufahrt von größeren Tankern zum Lukoil-Ölterminal bei Swetly zu ermöglichen. Wegen der relativ geringen Breite des Kanals ist jedoch der gleichzeitige Verkehr in beide Fahrtrichtungen weiterhin nicht möglich; es gibt feste Zeiten für die Einfahrt in dem Kanal in Land- und Seerichtung. Um die Durchfahrtskapazitäten zu erhöhen, wurde 2007 versuchsweise der logistisch kompliziertere zweiseitige Betrieb mit Nutzung der Ausweichstellen im Kanal wieder aufgenommen.